# Маунт Хореб (Висконсин)
Маунт Хореб (енгл. Mount Horeb) град је у америчкој савезној држави Висконсин.

## Демографија
По попису из 2010. године број становника је 7.009, што је 1.149 (19,6%) становника више него 2000. године.
| Група             | 2000.         | 2010.         |
| Белци             | 5.745 (98,0%) | 6.662 (95,0%) |
| Афроамериканци    | 13 (0,2%)     | 58 (0,8%)     |
| Азијати           | 18 (0,3%)     | 42 (0,6%)     |
| Хиспаноамериканци | 34 (0,6%)     | 116 (1,7%)    |
| Укупно            | 5.860         | 7.009         |